# Chrysotoxum draco
Chrysotoxum draco är en tvåvingeart som beskrevs av Shannon 1926. Chrysotoxum draco ingår i släktet getingblomflugor, och familjen blomflugor. Inga underarter finns listade i Catalogue of Life.